# Qaqet jezik
Qaqet jezik (ISO 639-3: byx; baining, kakat, makakat, maqaqet), jedan od sedam istočnonovobritanskih jezika podskupine baining. kojim govori 6 350 ljudi (1988 SIL) na poluotoku Gazelle u Papui Novoj Gvineji.
Ima dva dijalekta, nekoliko osnovnih škola; pismo: latinica

## Vanjske poveznice
- Ethnologue (14th)
- Ethnologue (15th)